# Clare Boothe Luce
Ne doit pas être confondu avec Claire Luce.
Pour les articles homonymes, voir Boothe et Luce.
Clare Boothe Luce, née le 10 mars 1903 à New York et morte le 9 octobre 1987 à Washington D.C., est une journaliste, dramaturge, femme politique, diplomate et figure conservatrice américaine.
Dramaturge polyvalente dans l'entre-deux-guerres, elle est connue pour sa pièce à succès Femmes (1936), qui compte un casting entièrement féminin. Elle écrit des scénarios de théâtre et de films, devenant également journaliste et reporteur de guerre. Elle est mariée au magnat de la presse Henry Luce, fondateur de Time, Life, Fortune et Sports Illustrated.
Membre du Parti républicain, elle est représentante du Connecticut entre 1943 et 1947 ; elle est d'ailleurs la première femme à représenter le Connecticut au Congrès américain. Brièvement alignée sur le libéralisme du président Franklin Roosevelt dans sa jeunesse, elle devient par la suite une fervente critique de sa politique. Fervente partisane de l'alliance anglo-américaine lors de la Seconde Guerre mondiale, elle demeure ouvertement critique sur le colonialisme britannique en Inde.
Par la suite, elle est ambassadrice des États-Unis en Italie entre 1953 et 1956 (devenant la première femme américaine à occuper un tel poste dans un pays de cette importance) puis ambassadrice au Brésil en 1959.
Conservatrice et anticommuniste, conférencière charismatique et énergique, surtout après sa conversion au catholicisme en 1946, elle fait campagne pour chaque candidat républicain à l'élection présidentielle, de Wendell Willkie à Ronald Reagan. Soutenant l'accès des jeunes filles aux études universitaires, elle a fait don d'une partie de sa fortune à un programme de bourse qui porte son nom.

## Biographie

### Jeunesse et premier mariage

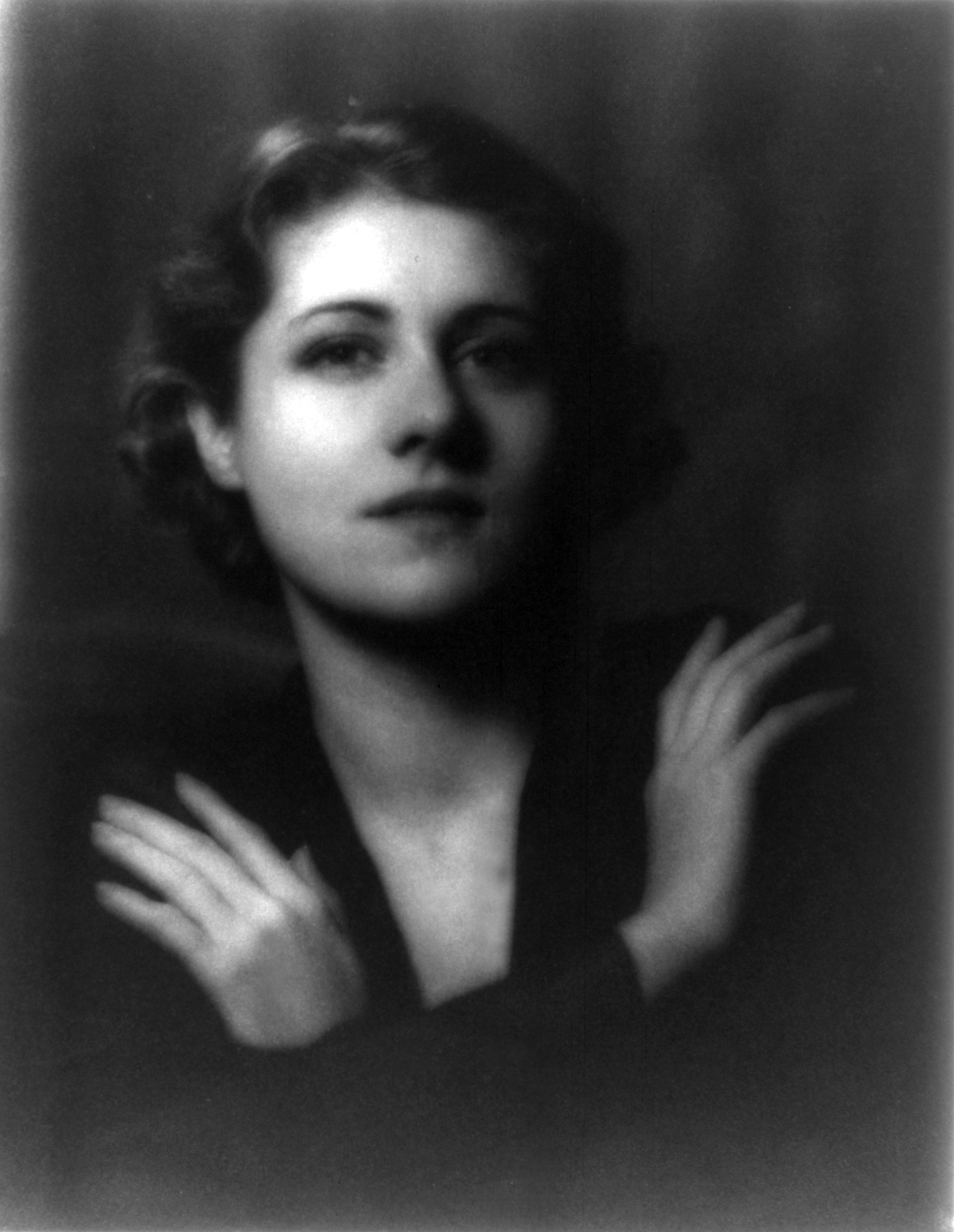
Clare Boothe dans les années 1920.

Elle est la deuxième enfant d'Anna Clara Schneider (également connue sous les noms d'Ann Snyder Murphy, Ann Boothe et Ann Clare Austin) et de William Franklin Boothe (également connu sous les noms de John J Murphy et Jord Murfe). Non mariés, ses parents se séparent en 1912. Son père est un homme sophistiqué et un violoniste brillant ; il inculque à sa fille l'amour de la littérature et de la musique mais il a des difficultés à trouver un emploi et travaille des années comme vendeur ambulant. La jeune fille passe sa jeunesse à Memphis, Nashville, Chicago, Union City (New Jersey) et New York. Elle a un frère aîné, David Franklin Boothe.
Elle est élève à Garden City et à Tarrytown (New York), obtenant son diplôme en 1919, à l'âge de 16 ans. L'objectif initial de sa mère était d'en faire une actrice. Elle double Mary Pickford à Broadway à l'âge de 10 ans et a un petit rôle dans le film de Thomas Edison The Heart of a Waif (1915). Après une tournée en Europe avec sa mère et son beau-père, Albert E. Austin (en), que celle-ci épouse en 1919, Claire Boothe s'intéresse au mouvement pour le droit de vote des femmes et elle est embauchée par Alva Belmont pour travailler au National Woman's Party à Washington (district de Columbia) et Seneca Falls (New York).
Intelligente, ambitieuse et dotée d'un physique avantageux, la jeune femme abandonne rapidement le combat féministe. Elle épouse George Tuttle Brokaw (en), héritier millionnaire de l'industrie new-yorkaise de vêtements, le 10 août 1923, à l'âge de 20 ans. Ils ont une fille, Ann Clare Brokaw (22 août 1924 - 11 janvier 1944). À cause de l'alcoolisme du mari, le couple divorce en 1929.

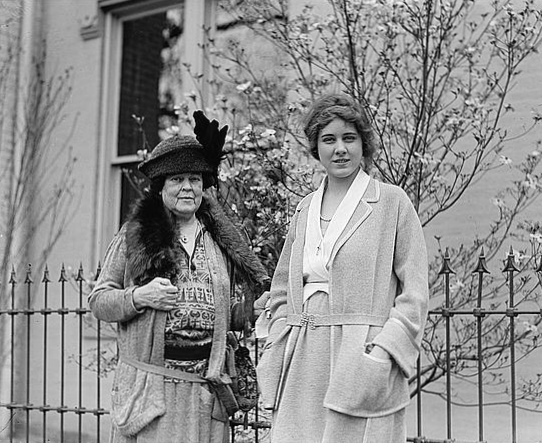
Alva Belmont et Claire Boothe en 1928.

Le 23 novembre 1935, elle se remarie à Henry Luce, créateur des magazines Time, Life et Fortune. Elle porte alors le nom de Clare Boothe Luce, souvent mal orthographié et qui était souvent confondu avec celui de sa contemporaine Claire Luce, une actrice de théâtre et de cinéma. Dans sa carrière littéraire, Clare Boothe Luce continue d'utiliser son nom de jeune fille.
Le 11 janvier 1944, sa fille Ann Clare Brokaw, âgée de 19 ans et étudiante à l'université Stanford, est tuée dans un accident d'automobile. À la suite de cette tragédie, elle s'intéresse à la psychothérapie et la religion. Après avoir été conseillée par le prêtre télévangéliste Fulton Sheen, elle rejoint l'Église catholique en 1946. Elle devient alors une fervente essayiste et conférencière afin de célébrer sa foi et est nommée Dame de l'ordre souverain de Malte. En 1949, en mémoire de sa fille, elle finance la construction d'une église catholique à Palo Alto à l'usage du campus de Stanford. La chapelle Sainte-Anne est inaugurée en 1951. Elle est vendue par le diocèse en 1998 et est devenue en 2003 l'église de la Province anglicane du Christ-Roi.

### Couple avec Henry Luce
Leur couple est complexe. Malgré son succès professionnel, Henry Luce manquait d'humour, faisait preuve de maladresse, et n'était pas aussi à l'aise que sa femme dans la vie sociale, ce qui lui faisait craindre d'être comparé à elle. Les années qu'elle passe comme rédactrice en chef de Vanity Fair font par ailleurs naître chez elle un vif intérêt pour le journalisme (elle a suggéré l'idée du magazine Life à son mari avant qu'il ne soit développé en interne). Henry Luce lui-même l'encourageait à écrire pour Life mais à mesure que la notoriété de sa femme grandissait, il restait prudent pour ne pas être accusé de népotisme.
Au début des années 1960, ils sont amis du philosophe et promoteur du LSD Gerald Heard. Ils font une fois l'expérience de cette drogue sous sa surveillance. Bien que le LSD ne soit jamais devenu une habitude, l'ami et biographe de Clare Boothe Luce Wilfred Sheed, a affirmé que cette dernière en a au moins consommé plusieurs fois.
Henry Luce meurt d'une crise cardiaque en 1967. Considérés comme l'un des grands « couples de pouvoir » de l'histoire américaine, ils sont restés soudés par leurs intérêts mutuels et leurs caractères complémentaires, bien que différents. Ils se sont traités avec un respect infaillible en public, notamment lorsque Henry Luce a joué le rôle d'époux de diplomate lorsque sa femme était ambassadrice en Italie. Elle ne fut jamais capable de le convertir au catholicisme (il était le fils d'un missionnaire presbytérien) mais il ne contesta pas la sincérité de sa foi, assistant souvent à la messe avec elle et la défendant quand elle était critiquée par ses confrères protestants.
Dans les premières années de son veuvage, Clare Boothe Luce se retire dans sa luxueuse maison de plage qu'elle avait fait construire à Honolulu avec son mari, mais l'ennui la gagnant, elle revient à Washington de plus en plus régulièrement, y vivant définitivement à partir de 1983.

### Carrière littéraire

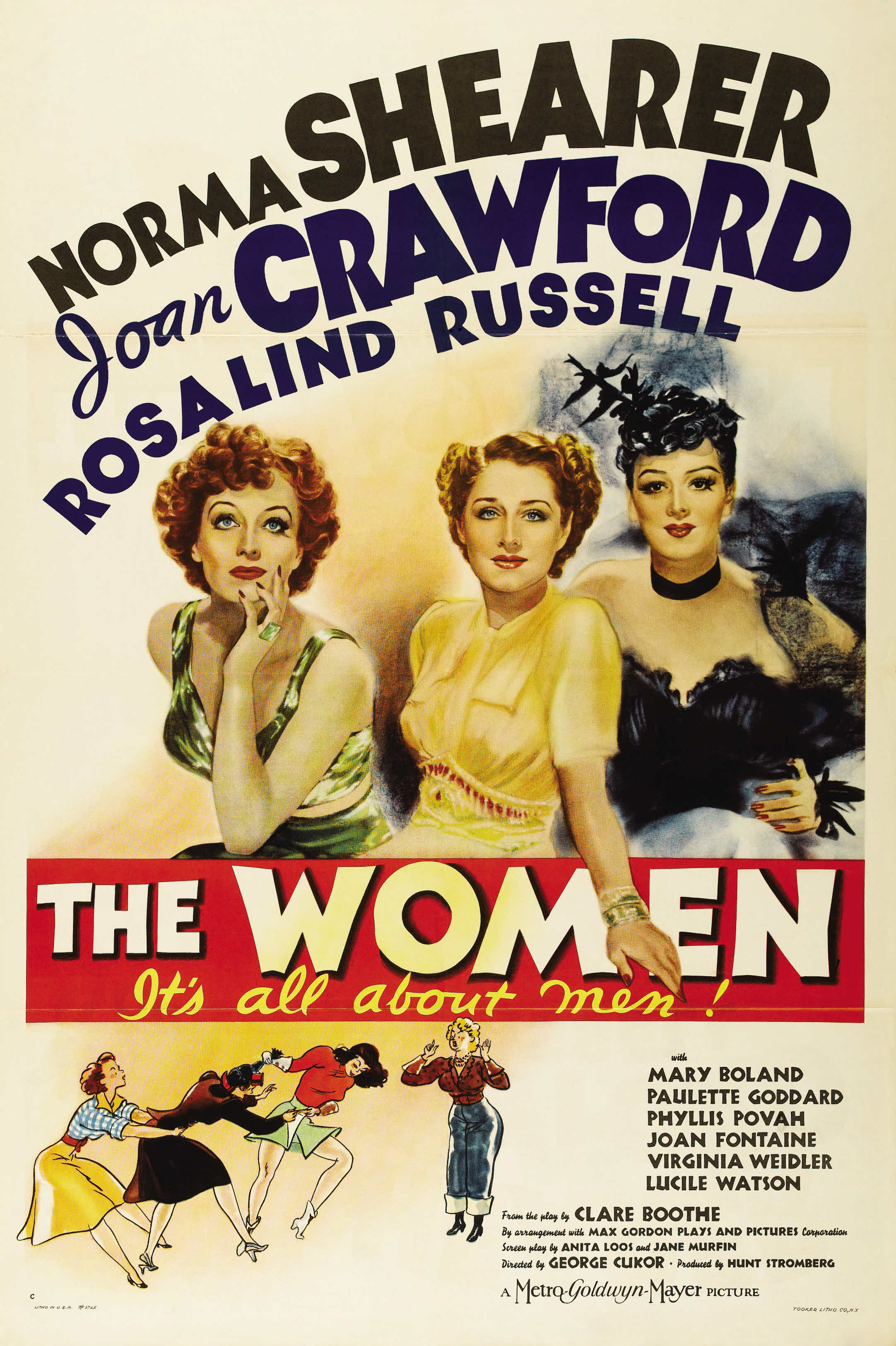
Poster du film Femmes (1939).

En 1931, elle publie Stuffed Shirts, un livre de nouvelles. Le magazine Scribner compare son travail à celui d'Evelyn Waugh dans Vile Bodies pour son humour amer. Le New York Times trouve l'ouvrage socialement superficiel mais il fait l'éloge de son élégance stylistique. Des éléments de son livre ont été empruntés à Winesburg-en-Ohio (1919) de Sherwood Anderson ; il a par ailleurs impressionné l'écrivain français André Maurois, qui lui a demandé la permission de l'imiter. Elle a également publié de nombreux articles dans des magazines.
Après l'échec de sa première pièce de théâtre, la comédie musicale Abide With Me (1935), elle publie Femmes (The Women). Avec une troupe de 40 actrices qui parlaient des hommes dans un langage souvent osé, la pièce devient un succès à Broadway en 1936 et, trois ans plus tard, un film hollywoodien. Vers la fin de sa vie, Clare Boothe Luce a reconnu que, pendant un demi-siècle, elle avait reçu les droits d'auteur des représentations de sa pièce partout le monde. Plus tard, dans les années 1930, elle écrit deux autres pièces plus réussies, mais qui donnent lieu à moins de représentations, étant cependant adaptées au cinéma : Kiss the Boys Goodbye et Margin for Error. La seconde était une critique de la philosophie raciste nazie. Albert Einstein et Thomas Mann ont assisté à la première, à Princeton (New Jersey), le 14 octobre 1939. Otto Preminger a réalisé et joué dans la production de Broadway puis dans son adaptation à l'écran.

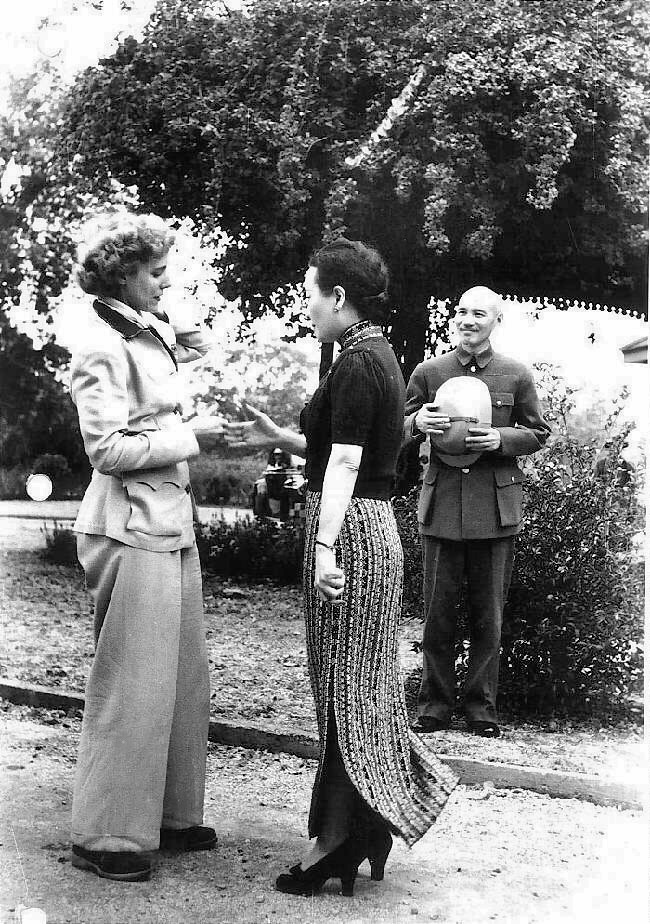
Le général Tchang Kaï-chek et Song Meiling reçoivent Clare Boothe Luce, en avril 1942.

La jeune et riche divorcée travaille au début des années 1930 chez Vogue, avant de devenir rédactrice en chef adjointe puis directrice de Vanity Fair. Elle a non seulement publié les œuvres de grands auteurs humoristes tels que Pelham Grenville Wodehouse et Corey Ford (en), mais elle a également contribué elle-même dans la même veine littéraire, en signant ou non ses écrits.
Elle s'est également investie dans le journalisme de guerre. Son livre Europe in the Spring est le résultat d'une tournée de quatre mois en Grande-Bretagne, en Belgique, aux Pays-Bas, en Italie et en France en 1939-1940, en tant que correspondante du magazine Life. Elle y décrit l'élargissement du champ de bataille qu'inaugure la Seconde Guerre mondiale, « un monde où les hommes ont décidé de mourir ensemble parce qu'ils sont incapables de trouver un moyen de vivre ensemble ».
En 1941, elle visite la Chine avec son mari et fait un compte-rendu de la situation du pays et de sa guerre avec le Japon. Son portrait du général Douglas MacArthur est en une de Life le 8 décembre 1941, le lendemain de l'attaque de Pearl Harbor par les Japonais. Après l'entrée en guerre des États-Unis, elle fait une tournée d'installations militaires en Afrique, en Inde, en Chine et en Birmanie, compilant une nouvelle série de rapports pour Life. Elle publie des interviews avec le général Harold Alexander, commandant des troupes britanniques au Moyen-Orient, Tchang Kaï-chek, Jawaharlal Nehru et le général Joseph Stilwell, commandant des troupes américaines sur le théâtre Chine-Birmanie-Inde.
Son instinct d'être au bon endroit au bon moment et d'avoir facilement accès aux commandants clés fait d'elle une figure influente des deux côtés de l'Atlantique. Elle vit des raids de bombardement et d'autres dangers en Europe et en Extrême-Orient. Elle n'hésite pas à critiquer le style de vie peu ordinaire du commandant au Moyen-Orient, le général Claude Auchinleck, dans un langage qui rappelait sa carrière littéraire passée. Un projet d'article pour Life, expliquant que le général vivait loin du front égyptien dans une péniche et se moquait des pilotes de la RAF en les surnommant le « fées volantes », fut découvert par les douanes britanniques quand elle traversa Trinité en avril 1942. Il causa une consternation des Britanniques et elle fait brièvement l'objet d'une assignation à résidence. Coïncidence ou non, Claude Auchinleck est limogé quelques mois plus tard par Winston Churchill. Ses expériences variées dans tous les grands théâtres de la guerre lui ont permis l'année suivante d'intégrer le comité des affaires militaires de la Chambre des représentants des États-Unis.
Elle n'a jamais écrit d'autobiographie. Elle a légué ses archives à la bibliothèque du Congrès.

### Carrière politique

#### Représentante des États-Unis

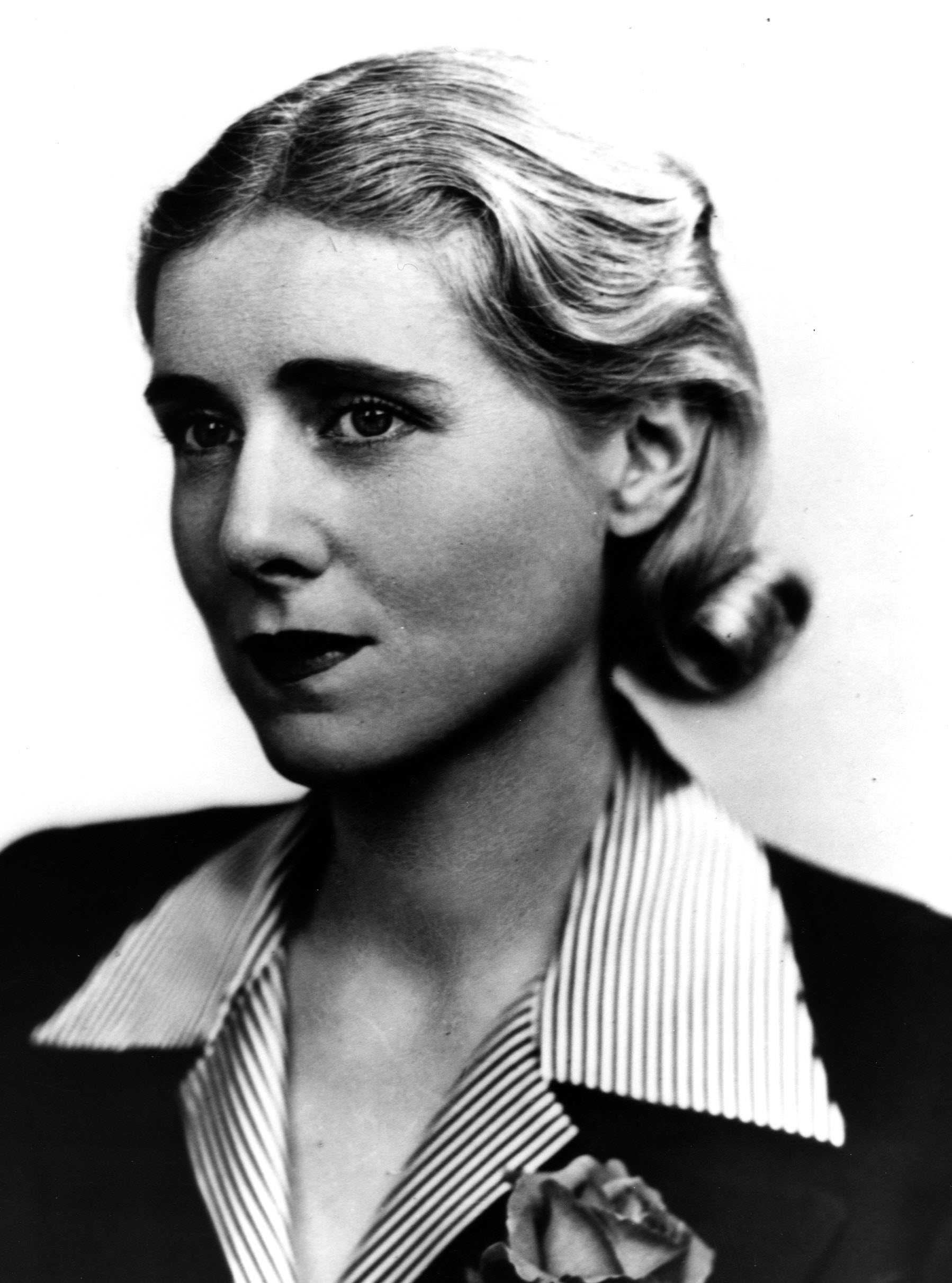
Portrait officiel de Clare Boothe Luce comme représentante du Connecticut.

En 1942, elle est élue sous la bannière du Parti républicain à la Chambre des représentants des États-Unis représentant le comté de Fairfield (Connecticut), le 4e district de l'État.
Elle base sa candidature sur trois objectifs : « Un, pour gagner la guerre, deux, pour poursuivre cette guerre aussi loyalement et efficacement que nous le pouvons en tant que républicains, trois, pour parvenir à un monde meilleur et à une paix durable, avec une attention particulière à la sécurité post-guerre et à l'emploi ici dans le pays ». Elle reprend le siège autrefois occupé par son défunt beau-père, Albert E. Austin (en). Critique de la politique étrangère du président Franklin Delano Roosevelt, elle est soutenue par des isolationnistes et des conservateurs au Congrès. Elle est rapidement nommée au prestigieux comité des affaires militaires de la Chambre. Bien qu'elle ne soit pas la seule femme députée, sa beauté, sa richesse et son penchant pour les traits d'esprit lui valent d'être traitée avec condescendance par ses collègues des deux sexes. Elle fait des débuts sensationnels dans son premier discours, en inventant l'expression « globaloney », afin de dénigrer la recommandation du vice-président Henry Wallace aux compagnies aériennes du monde d'accéder librement accès aux aéroports américains. Elle milite pour l'abrogation de la loi d'exclusion des Chinois, en comparant sa « doctrine de la théologie raciale » à celle d'Adolf Hitler, se fait l'avocate des victimes de la guerre à l'étranger et soutient la présidence sur des questions telles que les allocations de maternité des hommes enrôlés. Néanmoins, Franklin Roosevelt la prend en grippe et il fait campagne en 1944 pour tenter d'empêcher sa réélection en l'appelant publiquement la « fille glamour de quarante ans à la langue aiguisée ». Elle riposte en accusant Roosevelt d'être « le seul président américain qui nous a jamais menti dans une guerre parce qu'il n'avait pas le courage politique de nous y entraîner ».
Au cours de son second mandat, elle joue un rôle dans la création de la Commission de l'énergie atomique et, lors de deux tournées sur le front allié en Europe, elle fait campagne pour davantage d'appui aux troupes américaines en Italie, qu'elle considérait comme une armée oubliée. Elle est présente à la libération de plusieurs camps de concentration nazis en avril 1945 et, après le 8 mai 1945, elle commence à mettre en garde contre la montée du communisme international en tant qu'autre forme de totalitarisme susceptible de mener à la Troisième Guerre mondiale.
Elle la co-auteure du Luce-Celler Act of 1946 (en) de 1946, qui augmente le nombre d'Indiens et de Philippins autorisés à immigrer aux États-Unis (auparavant limité à 100 par an), leur permettant finalement de devenir des citoyens naturalisés.

#### Conventions nationales républicaines
Son talent d'oratrice au Congrès lui permet d'envisager de prononcer le discours principal de la convention nationale républicaine de 1944. Elle n'a finalement pas le droit à cet honneur, contrairement à ce que beaucoup de rapports indiquent à tort (elle n'aurait pas non plus été la première femme à prononcer un discours à une convention politique nationale : Corinne Roosevelt Robinson l'avait fait en 1920). Le gouverneur de Californie Earl Warren est finalement choisi comme orateur principal et Clare Boothe Luce est pour sa part invitée à faire la présentation d'Herbert Hoover, choix personnel de ce dernier.
Dans son discours, elle invoque la figure allégorique de « G.I. Jim », comme « compagnon d'armes moins célèbre de G.I. Joe », le premier étant victime de la préparation tardive de l'administration Roosevelt à la Seconde Guerre mondiale. Elle s'en prend au chef de l'État pour avoir pratiqué une diplomatie solitaire, et affirme que la démocratie américaine était « en train de devenir un bouddhisme dictatorial ». Elle est récompensée par une vaste ovation. La convention nomme le gouverneur de New York Thomas E. Dewey comme candidat à la présidence.
À la convention nationale républicaine en 1948, elle prononce un discours tout aussi cinglant, fustigeant le président Harry S. Truman et son administration. Une nouvelle fois, les applaudissements suivent, mais la plupart des commentaires médiatiques sont négatifs. En tant catholique convertie et passionnée, elle est perçue comme étant à l'extrême droite du parti. Ignorant la nette préférence de Clare Boothe Luce pour le candidat Arthur Vandenberg, la convention reconduit Dewey pour affronter Truman.

#### Ambassadrice en Italie

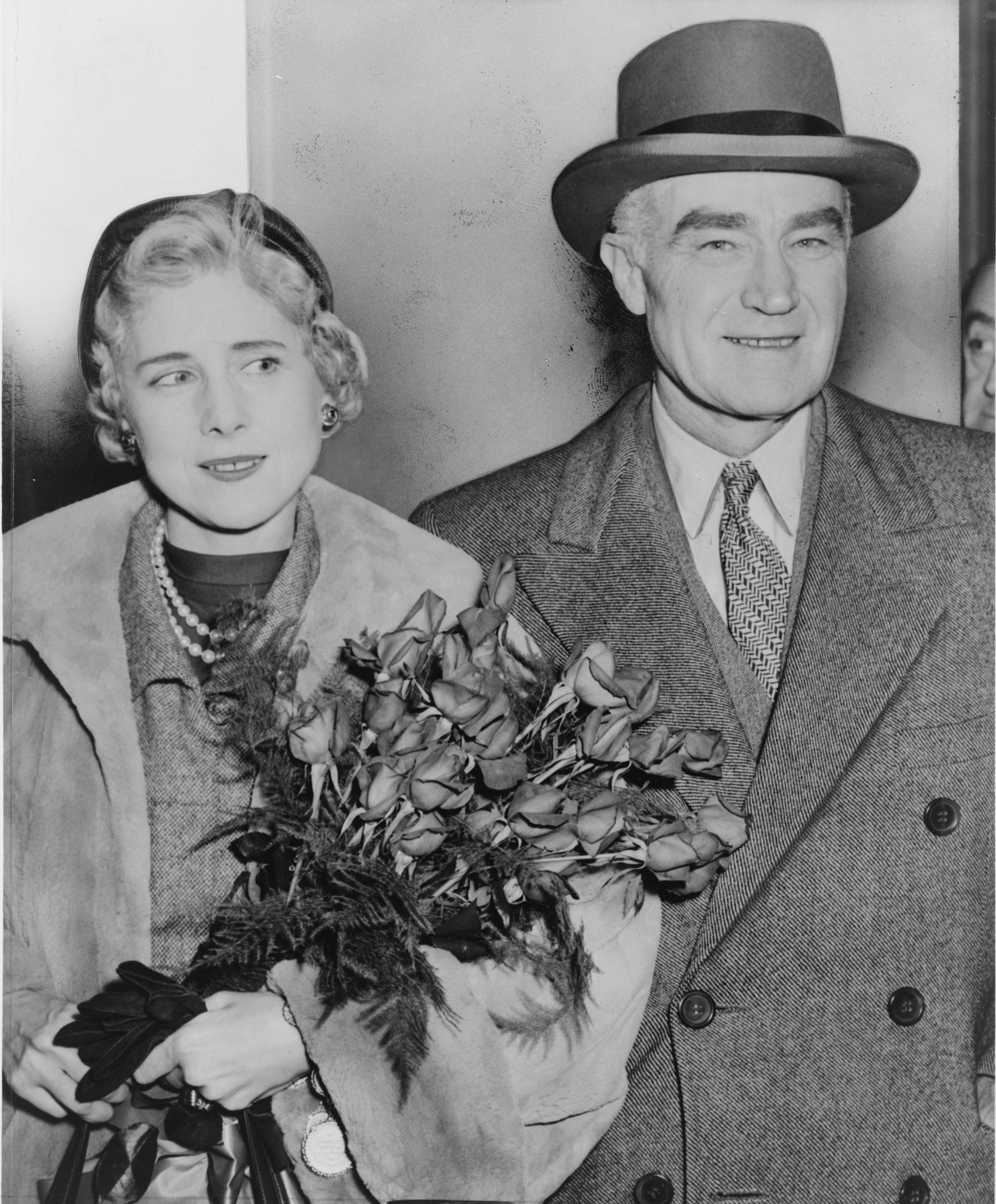
Clare Boothe Luce, ambassadrice en Italie, avec son mari Henry Luce (1954).

Clare Boothe Luce s'investit de nouveau en politique pour l'élection présidentielle de 1952 : elle fait campagne pour le candidat républicain Dwight D. Eisenhower, donnant plus de 100 discours en son nom. Anticommunistes, ils sont diffusés à la radio et à la télévision, réussissant à persuader un grand nombre de catholiques, électeurs traditionnellement démocrates, de voter Eisenhower. En remerciement de son implication, elle est récompensée par une nomination en tant qu'ambassadrice des États-Unis en Italie, poste qui supervise 1 150 employés, huit consulats et neuf centres d'information. Elle est confirmée par le Sénat en mars 1953, devenant la première femme américaine à occuper un poste diplomatique aussi important (Ruth Bryan Owen en 1933 et Eugenie Anderson en 1949 ont été ambassadrices avant elle, mais dans un pays moins prestigieux, le Danemark).
Les Italiens réagirent d'abord avec scepticisme à l'arrivée d'une femme comme ambassadeur à Rome, mais elle ne tarde pas à convaincre les personnes d'un tempérament modéré et conservateur qu'elle favoriserait leur civilisation et leur religion. « Ses admirateurs en Italie – et elle en avait des millions – l'appelaient affectueusement La Signora, "la dame" ». Les communistes, qui constituaient une minorité importante dans le pays, la considéraient cependant comme un agent étranger intervenant dans les affaires italiennes.
Elle n'est pas inconnue du pape Pie XII, qui l'accueille comme une amie et une fidèle acolyte.
Au cours de plusieurs audiences à partir de 1940, elle avait déjà impressionné Pie XII, qui voyait en elle l'une des prédicateurs laïques du catholicisme les plus efficaces en Amérique.
Sa principale réalisation en tant qu'ambassadeur est son rôle essentiel dans la négociation d'une solution pacifique à la crise de Trieste de 1953-1954, un conflit frontalier entre l'Italie et la Yougoslavie qu'elle considérait comme une escalade potentielle entre l'Est et l'Ouest. Ses sympathies allaient au gouvernement chrétien-démocrate de Giuseppe Pella et influençait la politique méditerranéenne du secrétaire d'État John Foster Dulles, également anticommuniste. Bien que Clare Boothe Luce ait considéré la fin de la phase aiguë de la crise en décembre 1953 comme un triomphe personnel, le travail principal de négociation, finalisé en octobre 1954, a été entrepris par des représentants professionnels des cinq puissances concernées (Royaume-Uni, France, États-Unis, Italie et Yougoslavie) réunies à Londres.
En tant qu'ambassadrice, elle a constamment surestimé la possibilité que la gauche italienne fasse un coup d'État et rende le pays communiste, estimant que la démocratie-chrétienne devait être soutenue par une généreuse aide financière américaine. Cultivant l'image des États-Unis comme étant un havre de paix sociale et de prospérité, elle menace de boycotter la Mostra de Venise 1955, si l'on y diffusait le film américain traitant de la délinquance juvénile Graine de violence. À la même période, elle tombe gravement malade, après un empoisonnement à l'arsenic. Des rumeurs sensationnelles circulent alors, affirmant qu'elle est la cible d'agents de l'Union soviétique. L'analyse médicale démontre finalement que l'empoisonnement avait été causé par l'arséniate de plomb contenu dans la poussière de peinture tombant du stuc qui décorait le plafond de sa chambre. L'épisode l'affaiblit physiquement et mentalement et elle démissionne de son poste en décembre 1956. À son départ, Il Tempo conclue : « Elle a donné un exemple remarquable de la façon dont une femme peut s'acquitter d'un poste politique de grande responsabilité ».

#### Ambassadrice au Brésil
En 1959, le président Eisenhower la nommé ambassadrice des États-Unis au Brésil. Elle commence à apprendre la langue portugaise avant de partir mais elle était désormais si conservatrice que sa nomination rencontre la forte opposition d'un petit nombre de sénateurs démocrates, notamment le sénateur de l'Oregon Wayne Morse (en). Elle est pourtant confirmée par le Sénat, par 79 voix contre 11. Son mari l'exhorte à décliner la nomination, notant qu'il lui serait difficile de travailler avec Morse, qui préside le sous-comité sénatorial des affaires latino-américaines. Elle envoie finalement au président Eisenhower une lettre expliquant qu'elle estimait que la controverse entourant sa désignation l'empêcherait d'être respectée par ses collègues brésiliens et américains et démissionne de son poste d'ambassadrice. Elle n'est en poste que quatre jours, du 28 avril au 1er mai 1959, ne quittant même pas le sol américain.

#### Fin de carrière
Après la révolution cubaine de Fidel Castro en 1959, Clare Boothe Luce et son mari commencent à parrainer des groupes anticommunistes. Ce soutien comprend le financement d'exilés cubains lors de raids commando en speedboat contre Cuba au début des années 1960,. Son anticommunisme et son conservatisme l'amènent à soutenir le sénateur de l'Arizona Barry Goldwater comme candidat républicain pour l'élection présidentielle de 1964. Elle rejette la possibilité d'une candidature sénatoriale sous la bannière du Parti conservateur (en). Cette même année, qui voit également l'émergence politique de son futur ami Ronald Reagan, marque la démission de Henry Luce de son poste de rédacteur en chef de Time. Le couple se retire dans une maison en Arizona, prévoyant un dernier déménagement à Hawaï. Il meurt en 1967 avant que ce rêve ne puisse être réalisé, mais elle poursuit la construction de sa luxueuse maison à Honolulu et, pendant quelques années, mène une existence active dans la haute société hawaïenne.
En 1973, le président Richard Nixon la nomme au Conseil consultatif du renseignement étranger pour le président (PFIAB). Elle siège au conseil d'administration jusqu'à ce que le président Jimmy Carter succède à Gerald Ford en 1977. À ce moment-là, elle avait pris racine à Washington, qui devient sa résidence permanente jusqu'à la fin de sa vie. En 1979, elle est la première femme à recevoir le Sylvanus Thayer Award (en), décerné par l'Académie militaire de West Point.
Le président Reagan la reconduit au PFIAB et y siège jusqu'en 1983.

#### Médaille présidentielle de la Liberté
Ronald Reagan lui décerne la médaille présidentielle de la Liberté en 1983. Elle est la première femme parlementaire à recevoir ce prix.
En lui remettant la médaille le président déclare :

« Romancière, dramaturge, femme politique, diplomate et conseillère des présidents, Clare Boothe Luce a servi et enrichi son pays dans de nombreux domaines. Son éclat d'esprit, sa chaleur gracieuse et sa grande force l'ont propulsée à des hauteurs d'accomplissement exceptionnelles. En tant que membre du Congrès, ambassadrice et membre du Conseil consultatif sur le renseignement extérieur du président, Clare Boothe Luce a été un défenseur persistant et efficace de la liberté, tant au pays qu'à l'étranger. Elle a gagné le respect des gens partout dans le monde, et l'amour de ses compatriotes américains. »

## Mort
Elle meurt d'un cancer du cerveau le 9 octobre 1987 dans son appartement du Watergate à Washington (district de Columbia). Elle est enterrée à Mepkin Abbey, en Caroline du Sud, une plantation qu'elle possédait autrefois avec Henry Luce et qu'ils avaient donnée à une communauté de moines trappistes. Elle se trouve dans une tombe contiguë à celles de sa mère, de sa fille et de son mari.

## Legs et postérité

### Féminisme
Admirée dans ses dernières années comme une héroïne du mouvement féministe, Clare Boothe Luce avait pourtant des sentiments mitigés sur le rôle des femmes dans la société. En tant que parlementaire en 1943, elle a été invitée à coparrainer une révision de l'amendement sur l'égalité des droits, présentée par le représentant Louis Ludlow (en) de l'Indiana, mais a affirmé que l'invitation s'était perdue dans son courrier. Elle conseillait aux femmes de se marier et de fournir à leur mari le soutien du foyer (pendant ses années d'ambassadrice, lors d'un dîner au Luxembourg auquel assistaient de nombreux dignitaires européens, elle avait déclaré que ce que toutes les femmes voulaient des hommes, c'était des « bébés et la sécurité »). Pourtant, sa carrière professionnelle de femme de presse, dramaturge, journaliste, parlementaire et diplomate ont montré de façon remarquable comment une femme d'origine modeste et sans éducation universitaire pouvait se hisser à de hauts postes publics. Elle lègue une grande partie de sa fortune personnelle d'environ 50 millions de dollars à un programme universitaire, le programme Clare Boothe Luce, conçu pour encourager l'entrée des femmes dans des domaines technologiques traditionnellement dominés par les hommes. En raison de sa détermination et de sa réticence à laisser son genre s'opposer à ses réalisations personnelles et professionnelles, elle est considérée comme un modèle influent par de nombreuses femmes. Depuis sa jeunesse, elle ne laissa jamais sa pauvreté initiale ou le manque de respect de ses homologues masculins l'empêcher de réaliser autant, sinon plus, que la plupart des hommes qui l'entouraient. En 2017, elle est intronisée au National Women's Hall of Fame.

### Clare Boothe Luce Program
Depuis 1989, le programme Clare Boothe Luce (CBL) est devenu une importante source de financement privé pour les femmes dans les domaines des sciences, des mathématiques et de l'ingénierie. Toutes les bourses doivent être utilisées exclusivement aux États-Unis (ne s'appliquant pas aux voyages ou études à l'étranger). Les étudiantes doivent être des citoyennes américaines ou des résidentes permanentes. Jusqu'à présent, le programme a soutenu plus de 1500 étudiantes.
Les conditions du legs exigent les critères suivants :
- au moins 50 % des prix vont aux collèges ou universités catholiques,
- les bourses sont octroyées uniquement à des établissements qui décernent des diplômes d'une durée de quatre ans, et non directement à des individus.
- Le programme est divisé en trois catégories distinctes :
  - des bourses de premier cycle et des bourses de recherche,
  - des bourses d'études supérieures et post-doctorales,
  - un soutien à long terme pour les nominations au poste d'assistant ou de professeur associé[28].

### Conservatisme
Le Clare Boothe Luce Policy Institute (CBLPI) est fondé en 1993 par Michelle Easton. Il s'agit d'un groupe de réflexion sans but lucratif, qui cherche à faire progresser les femmes américaines à travers les idées conservatrices, en épousant la même philosophie que Clare Boothe Luce, à la fois en matière de politique étrangère et de politique intérieure. Le CBLPI parraine un programme qui amène des orateurs conservateurs dans des campus universitaires, par exemple Ann Coulter.
Le Clare Boothe Luce Award (en), créé en 1991 en sa mémoire, est la plus haute distinction décernée par la Heritage Foundation. Il récompense des contributions remarquables au mouvement conservateur. Les principaux décorés sont Ronald Reagan, Margaret Thatcher et William F. Buckley, Jr.,,.

## Œuvre
Pièces de théâtre
- 1935 : Abide with Me
- 1936 : The Women
- 1938 : Kiss the Boys Goodbye
- 1951 : Child of the Morning
- 1970 : Slam the Door Softly

Scénarios de film
- 1939 : Margin for Error
- 1949 : Les Sœurs casse-cou

Livres
- 1931 : Stuffed Shirts
- 1940 : Europe in the Spring
- 1952 : Saints for Now

Sa pièce de théâtre The Women a été adaptée plusieurs fois : en 1939 par George Cukor sous le titre Femmes, par Rainer Werner Fassbinder à la télévision sous le titre Femmes à New York (Frauen in New York) et dernièrement par Diane English sous le titre The Women.